# オウゴンアメリカムシクイ
オウゴンアメリカムシクイ（学名:Protonotaria citrea）とは、スズメ目アメリカムシクイ科に分類される鳥。

## 生息地
- 繁殖地は、北米カナダ南部・アメリカ東部。
- 越冬地は、カリブ海諸島・中央アメリカ・南アメリカ北部。